# فال سلاتر
فال سلاتر (16 يناير 1933 - ) (بالإنجليزية: Val Slater)‏ هي لاعبة كريكت أسترالية. شاركت مع منتخب أستراليا الوطني للكريكت.

## وصلات خارجية
- فال سلاتر على موقع إي آس بي آن كريك إنفو (الإنجليزية)